# Scopula ochricrinita
Scopula ochricrinita är en fjärilsart som beskrevs av Louis Beethoven Prout 1920. Scopula ochricrinita ingår i släktet Scopula och familjen mätare. Inga underarter finns listade.